# Stanisław Głąbiński (politik)
Stanisław Głąbiński (25. února 1862 Skole – 14. srpna 1941 Charkov) byl polský ekonom a politik z Haliče, před rokem 1918 aktivní v rakousko-uherské, respektive předlitavské politice, v roce 1911 ministr železnic, po vzniku samostatného státu v roce 1918 polský ministr zahraničních věcí, v roce 1923 místopředseda vlády a ministr školství. Zemřel v sovětském vězení.

## Biografie

### Veřejné aktivity za Rakouska-Uherska
Vystudoval na Lvovské univerzitě, kde se v roce 1895 stal profesorem politické ekonomie.
Od roku 1902 byl poslancem Říšské rady (celostátní parlament) za městskou kurii, obvod Lvov. Nastoupil sem 20. května 1902 místo Tadeusze Romanowicze. Mandát obhájil ve volbách roku 1907, konaných již podle rovného volebního práva, bez kurií, kdy byl zvolen za okrsek Halič 04. Opětovně získal za tentýž obvod poslanecké křeslo ve volbách roku 1911. V Říšské radě setrval až do konce monarchie.
V květnu 1906 se uvádí jako jeden z členů poslaneckého Polského klubu na Říšské radě. I po volbách roku 1907 a 1911 zasedl v poslaneckém Polském klubu.
V roce 1905 se stal předsedou strany Stronnictwo Narodowo-Demokratyczne, která byla ideologicky napojena na politický směr Endecja. V letech 1909–1911 byl předsedou poslanecké frakce Polský klub. Za vlády Richarda Bienertha se dodatečně stal ministrem zemědělství. Funkci zastával v období 9. ledna 1911 – 25. června 1911.
Publikoval četné národohospodářské a politické studie, v nichž se profiloval jako obhájce zájmů Poláků a Haliče.
Za první světové války byl pod policejním dozorem, protože byl sympatizantem dohodových zemí. Počátkem roku 1918 se vzdal rakousko-uherských vyznamenání, která mu byla udělena.

### Veřejné aktivity v samostatném Polsku
Okamžitě po rozkladu Rakouska-Uherska se zapojil do politiky samostatného polského státu. Od 26. října 1918 do 4. listopadu 1918 byl ministrem zahraničních věcí Polska ve vládě Józefa Świeżyńského. V letech 1919–1922 zároveň zasedal jako poslanec polského Sejmu, v němž zastupoval stranu Narodowa Demokracja a byl předsedou jejího poslaneckého klubu. Od 28. května 1923 do 14. prosinec 1923 byl místopředsedou druhé vlády Wincenta Witose a ministrem školství (ministr náboženských záležitostí a veřejné osvěty). Od roku 1928 do roku 1935 byl členem Polského senátu za Stronnictwo Narodowe.

### V sovětském vězení
V roce 1939 ho po okupaci východního Polska zatkla sovětská NKVD. Zemřel v sovětském vězení v Charkově (podle jiného zdroje v Moskvě).